# Kamîșin
Kamîșin (ru. Камышин) este un oraș din regiunea Volgograd, Federația Rusă, cu o populație de 127.891 locuitori.
1. ↑  ОКТМО. 185/2016. Southern FD, accesat în 25 octombrie 2016